# Radondöttrar

Radioaktiv sönderfallskedja efter radon-222

Radondöttrar är de radioaktiva isotoperna av polonium, vismut och bly, som bildas i den radioaktiva sönderfallskedjan efter radon.
Den radioaktiva isotopen radon-222 uppstår i sönderfallskedjan av uran-238 i berggrunden. Rn-222 har en halveringstid på fyra dagar, tillräckligt länge för att en del av dessa ädelgasatomer som inte är kemiskt bundna ska komma upp till ytan. Vid följande alfasönderfall uppstår positiva joner av metaller som binder sig till rök- och dammpartiklar i inomhusluften. 
När sådana partiklar andas in, är sannolikheten stor att dessa bärare av radondöttrar stannar kvar i lungorna. De avger där alfastrålning som kan orsaka cancer. På grund av hälsorisken vid höga radonkoncentrationer (särskilt i kombination med rökning), kan man försöka minska radioaktiviteten i inomhusluft med till exempel en radonsug.